# ذي عتام (العدين)

تعديل مصدري - تعديل

ذي عتام هي إحدى قرى عزلة السارة بمديرية العدين التابعة لمحافظة إب، بلغ تعداد سكانها 2726 نسمة حسب تعداد اليمن لعام 2004.